# Schlosspfarrkirche Loosdorf

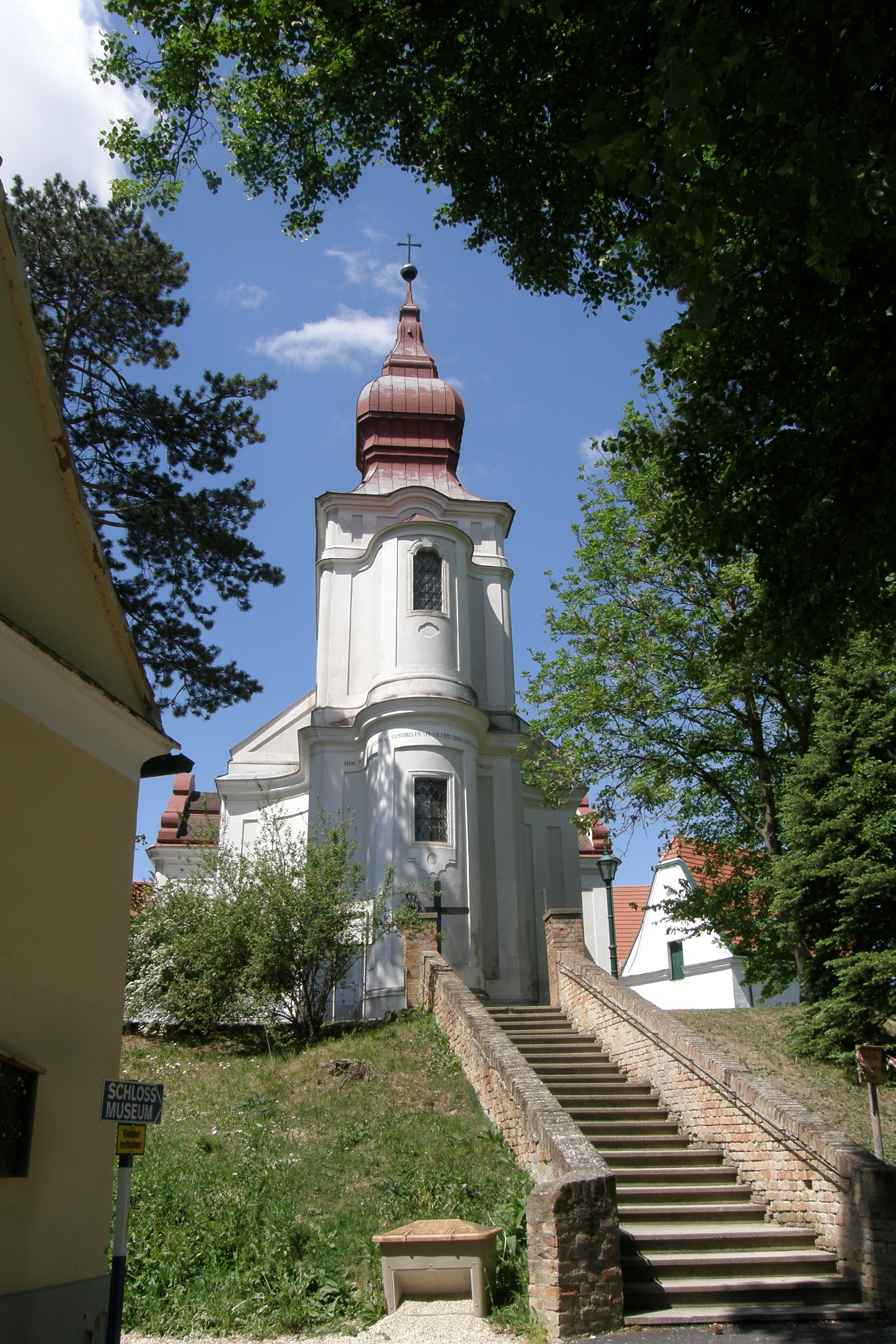
Katholische Pfarrkirche Hl. Dreifaltigkeit in Loosdorf

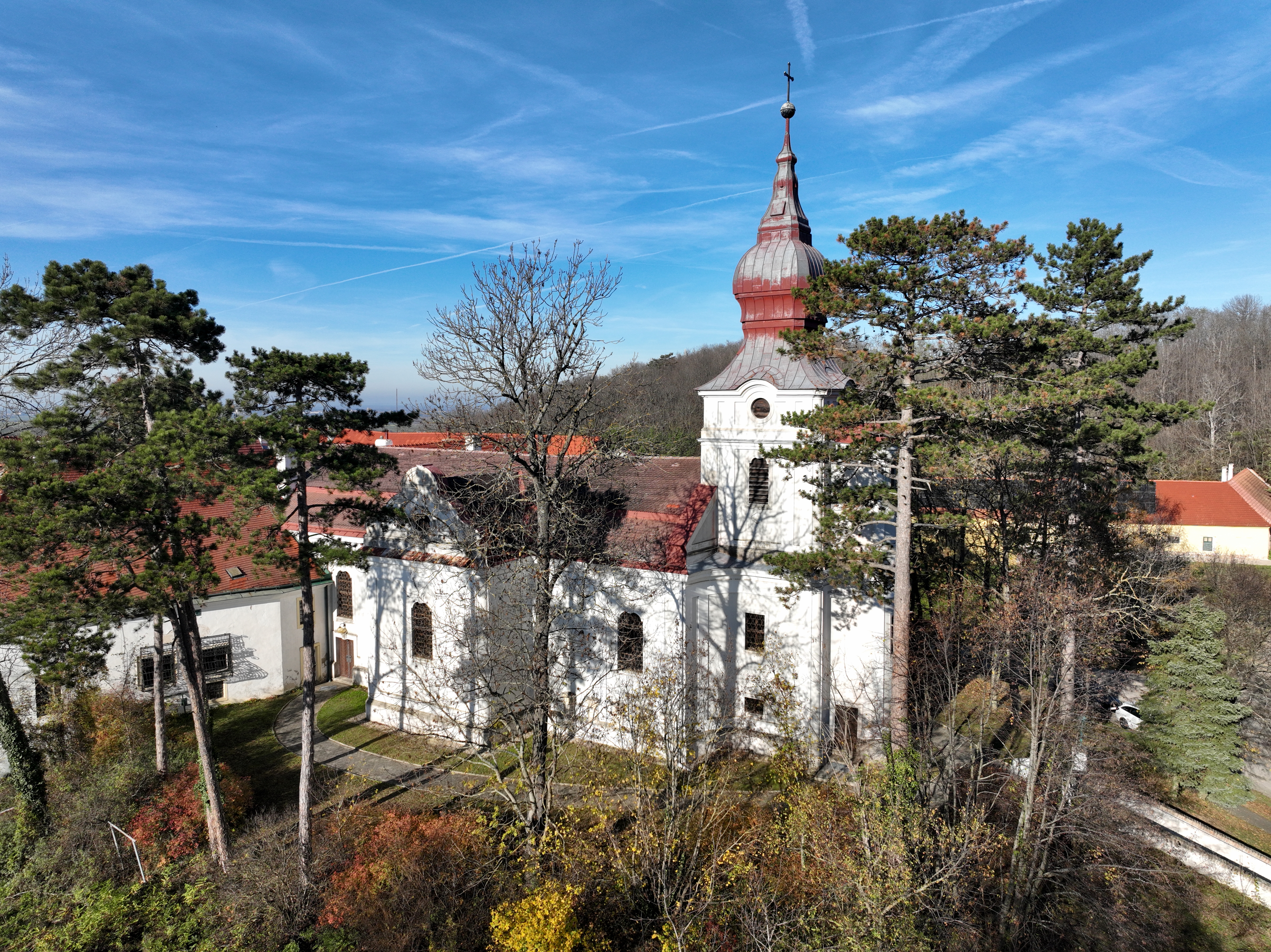
Südansicht der Pfarrkirche

Die römisch-katholische Schlosspfarrkirche Loosdorf steht baulich mit dem Schloss Loosdorf verbunden in der Ortschaft Loosdorf in der Gemeinde Fallbach im Bezirk Mistelbach in Niederösterreich. Die dem Patrozinium Hl. Dreifaltigkeit unterstellte Pfarrkirche gehört zum Dekanat Laa-Gaubitsch im Vikariat Unter dem Manhartsberg der Erzdiözese Wien. Die Kirche steht unter Denkmalschutz (Listeneintrag).

## Geschichte
Eine Pfarre wurde urkundlich 1478 genannt, die Kirche wurde 1621 eine Filiale der Pfarrkirche Fallbach, 1783 erfolgte die Wiedererrichtung der Pfarre.
Die Kirche wurde 1478 geweiht. Der heutige Kirchenbau wurde von 1748 bis 1751 erbaut.

## Architektur
Der spätbarocke Kirchenbau mit einem Ostturm ist mit dem Langhaus mit der Herrschaftsempore im Westen mit dem Ostflügel vom Schloss Loosdorf verbunden.
Das Kirchenäußere zeigt Fassaden mit Putzbandgliederung, steinerne Fensterrahmungen mit Keilstein, im westlichen Langhaus Rechteckfenster mit reich ornamentierter Rahmung. Die Rechteckportale des Langhauses haben eine steinerne Einfassung. Die nördliche und südliche Querhauswand haben einen Volutengiebel mit Okuli. Der zweigeschoßige Turm ist mit einer leicht einschwingenden Wand mit dem Chor verbunden, östlich ist ein Treppenturm über zwei Geschoße durch eine konkave Mauer in den Turm eingebunden und mit 1748–1751 bezeichnet, der Turm hat Rechteckfenster, die Schallfenster haben eine abgesetzte Rundbogenrahmung, der Turm trägt über einer hohen Gebälkzone mit Okulusfenstern einen Rokokozwiebelhelm. 

## Einrichtung
Der Hochaltar vor der Apsisrundung hat einen dreiteiligen Aufbau und ist mit Opfergangsportalen und Scheinoratorien mit den seitlichen Chorwänden verbunden, er zeigt das Hochaltarbild Krönung Mariens aus der ersten Hälfte des 18. Jahrhunderts, mit Pilastern und Volutengiebel gerahmt.
Die spätbarocken Seitenaltäre in den Querarmen haben an die Wand applizierte Stuckrahmen mit Muschelaufsätzen, sie zeigen die Altarbilder der Heiligen Michael und Anbetung der Könige gemalt von Josef Kessler 1886.
Es gibt zwei Glocken von Johann Georg Scheichel 1795.

## Grabdenkmäler
- An nördlichen und südlichen Querhaus befinden sich Grabplatten aus rotem Marmor mit Wappen mit 1446 und 1511.
- Im Kircheninneren gibt es Epitaphe als Messingplatten mit Inschriften zu Anna Gall 1603 und Leo Gall 1606, sowie mit 1574, Gedenktafeln nennen 1776 und 1748.